# Истија Д'Омброне
Истија Д'Омброне (итал. Istia d'Ombrone) је насеље у Италији у округу Гросето, региону Тоскана. 
Према процени из 2011. у насељу је живело 1486 становника. Насеље се налази на надморској висини од 36 м.